# 萧山西站
萧山西站是中华人民共和国浙江省杭州市萧山区萧西路119-1号的车站，距离杭州站21公里。车站由上海铁路局杭州直属站管辖，仅办理列车到发及通过，不办理客货运业务。

## 历史
萧山西站车站作为浙赣铁路车站始建于1931年6月，时名萧山站。站内设有2条到发线和1座长的站台，站场南侧设有20平米的候车室和1座仓库。1937年9月钱塘江大桥建成通车，车站股道增加至3股；同年萧甬铁路建成通车，萧山站成为该线路的起点站，1949年时站内设有6条股道，其中正线1股、到发线2股，另有货物线2股及牵出线1股:319-320。
1950年在站场北侧新建站房，其中候车室面积190平方米。1972年车站至钱塘江大桥区间建成双线。1983年车站进行站场改造，延长到发线长度、改建站台雨棚同时修建连接1、2站台的地道。1986年车站新建办公楼，并将其一层用作车站售票厅，面积266平方米:319-320。
1992年新萧山站（现杭州南站）启用后，车站更名为萧山西站并停办客运业务；同时修建往新萧山站的萧萧联络线，该联络线经过北干山绕行，不再横穿半爿街社区。1991年12月萧萧联络线建成后，原萧甬老线废除。2000年车站货场扩建，新建2条货物股道。
萧山西站最初由浙赣铁路局杭诸段管理处管理。1949年后车站升级为萧山直属站，下辖原浙赣线钱塘江至浦阳6个中间站:319，后改名萧山车务段。2000年萧山车务段合并至诸暨车务段管理；2005年诸暨车务段又合并至新成立的金华车务段。2009年10月1日起移交杭州直属站管辖。
2015年由于杭州铁路枢纽布局调整，车站由二等货运站改造为中间站，为此施工部门对车站站场进行了包括拆除既有货场、到发线改造等项目。改造完成后萧山西站不再办理货运业务，萧山地区的铁路货运改由萧山站（原白鹿塘站）担当。
2019年10月，萧山当地的文保志愿者曾向当地政府提出保护车站老站房的意见并被采纳，然而车站老站房于11月被上海局集团组织的施工队伍拆除。铁路部门计划在原地新建一个信号楼。萧山当地规划部门表示，萧山西站老站房的拆除重建工程虽然已由萧山区政府、上海铁路总公司商定，但实际拆除时仅取得铁路部门内部的审批，并未取得当地规划部分的批复。11月8日下午，杭州市规划和自然资源局、杭州市园林文物局联合发函，要求铁路部门立即暂停萧山西站拆除工程以待历史价值评估。然而2020年6月有市民报料称，萧山西站老站房已于月初被悄然拆除。
2020年9月，杭州市规划和自然资源官网在官网发布公示，显示推荐了萧山西站及其周边街区为杭州市历史文化街区的规划。2022年12月《大运河杭州萧山火车西站段历史文化街区保护规划》获得杭州市政府批准，历史文化街区体现了车站作为浙东运河、铁路联运枢纽及其相关工业建设的历史，设有东巢艺术公园、西湘里、萧然山街、东岳庙文化公园等区块。
彩虹快速路延伸工程下穿萧山西站站场。为此车站于2021年7月进行改造工程：对信号、接触网设备进行升级改造，并拨接部分股道，为下一步彩虹大道下穿施工创造了良好条件。2023年5月，完成相关立交工程信号、接触网改造施工。

## 车站结构

### 站场
萧山西站原设有6条股道，货运功能取消后设5条股道，其中3条为到发线、2条为正线，另外设有4条调车线。车站设有2座旅客站台，其中1站台长342米、2站台长417米，均设有雨棚覆盖:320。
萧山西站曾经办理办理整车、集装箱货物到发业务和超限超重、笨重货物运输业务。车站货场位于萧杭路15号，面积33506平方米:320，主要办理化肥、集装箱、饮食品、钢材、粮食等货品。
2023年改造后车站设2条正线、2条到发线。因车站下行方向的沪昆绕行线和萧萧联络线均为单线铁路，因此部分低等级列车会在该站作技术停车避让。
| 北↑ | 原货场 | 已拆除调车线、货车线                        |  |
| 3道 |        | 到发线                                      |  |
| Ⅰ道 |        | （钱塘江站）萧甬铁路萧萧联络线 （杭州南站） |  |
| Ⅱ道 |        | （钱塘江站）沪昆铁路杭州绕行线 （萧山站）   |  |
| 4道 |        | 到发线（原站台）                            |  |
|     |        | 已拆除到发线                                |  |
|     |        | 已拆除到发线                                |  |
|     | 侧式   |                                             |  |
| 南↓ | 站房   |                                             |  |

## 图片

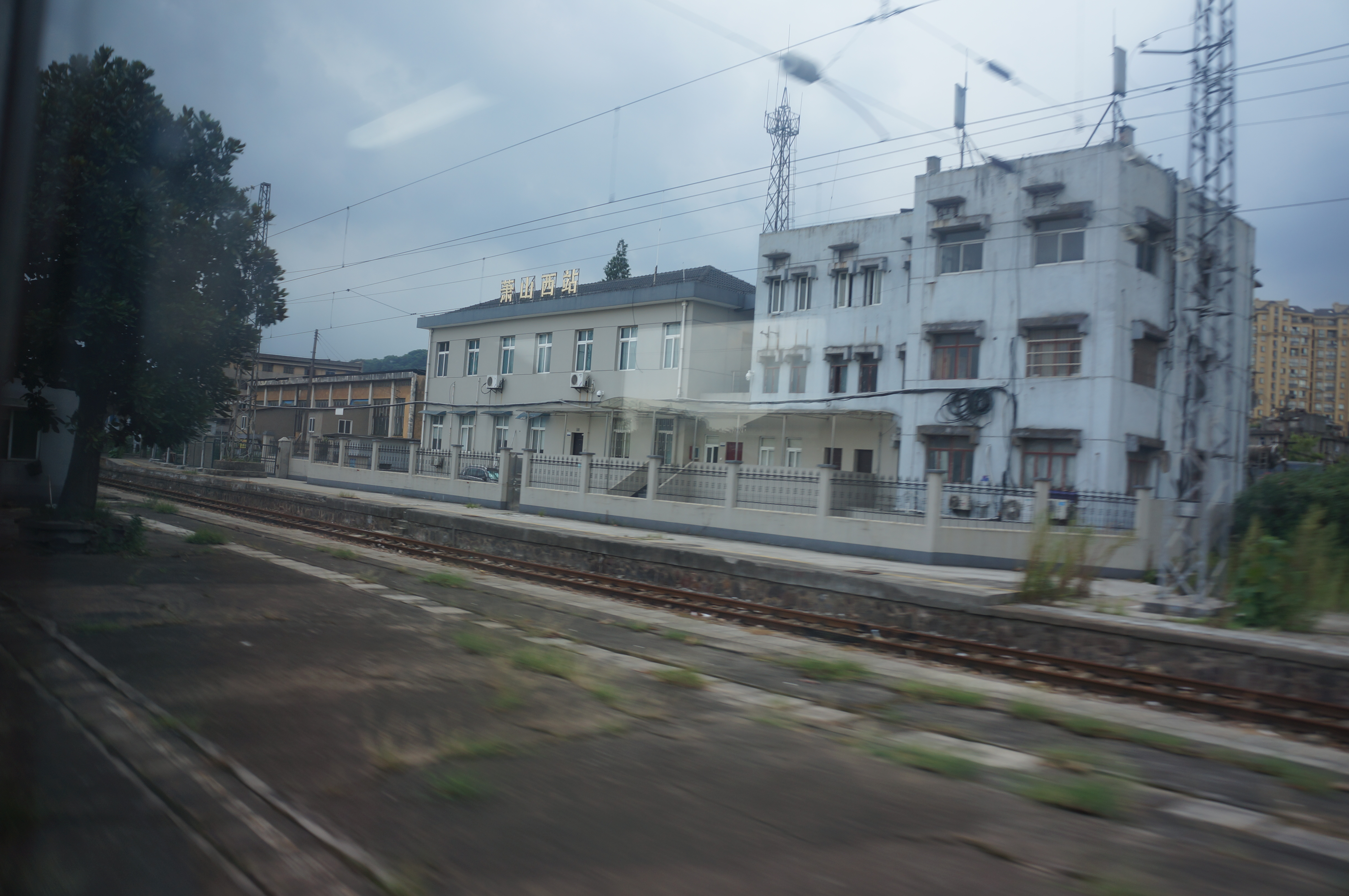
车站站房
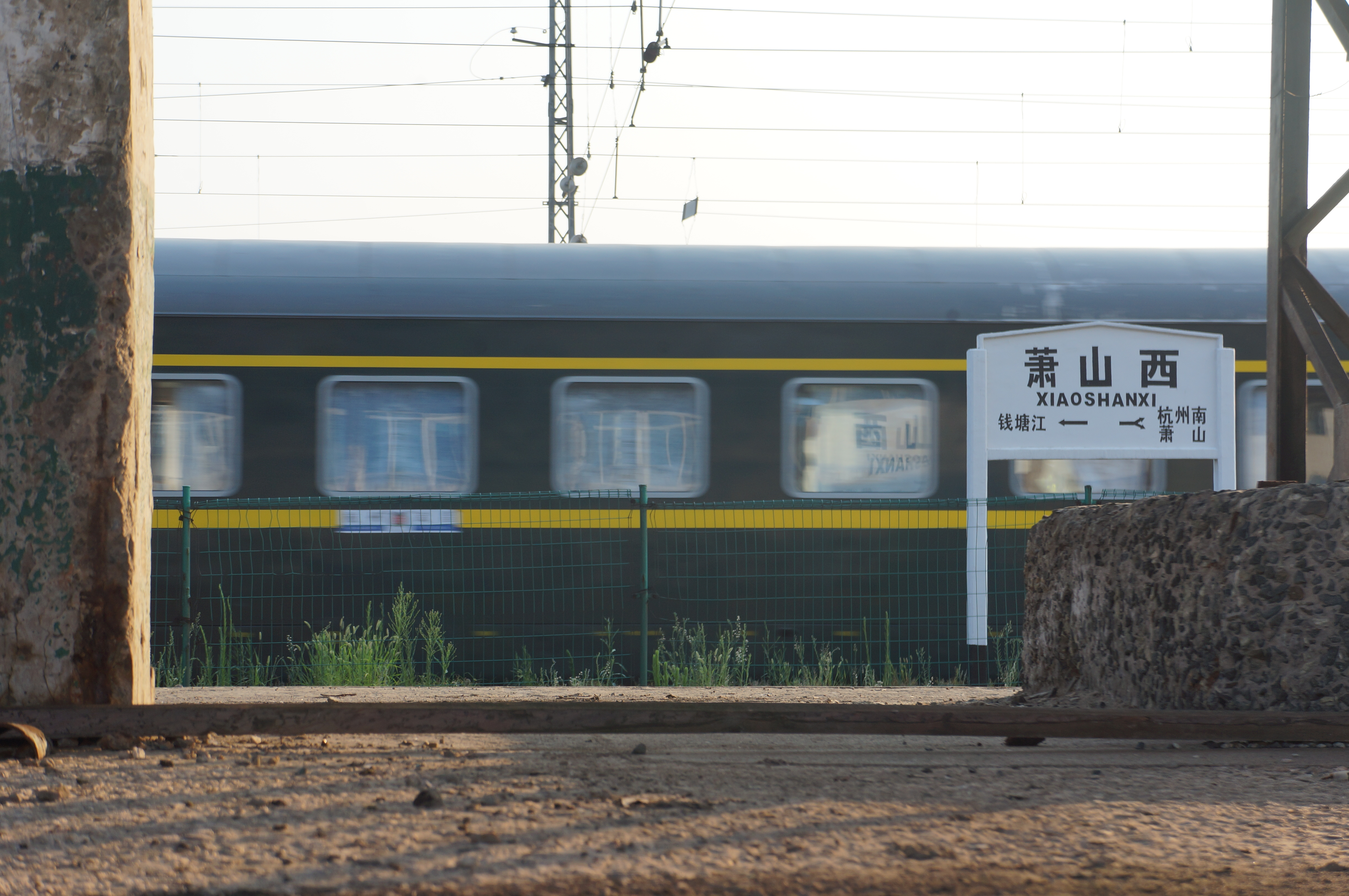
车站站牌
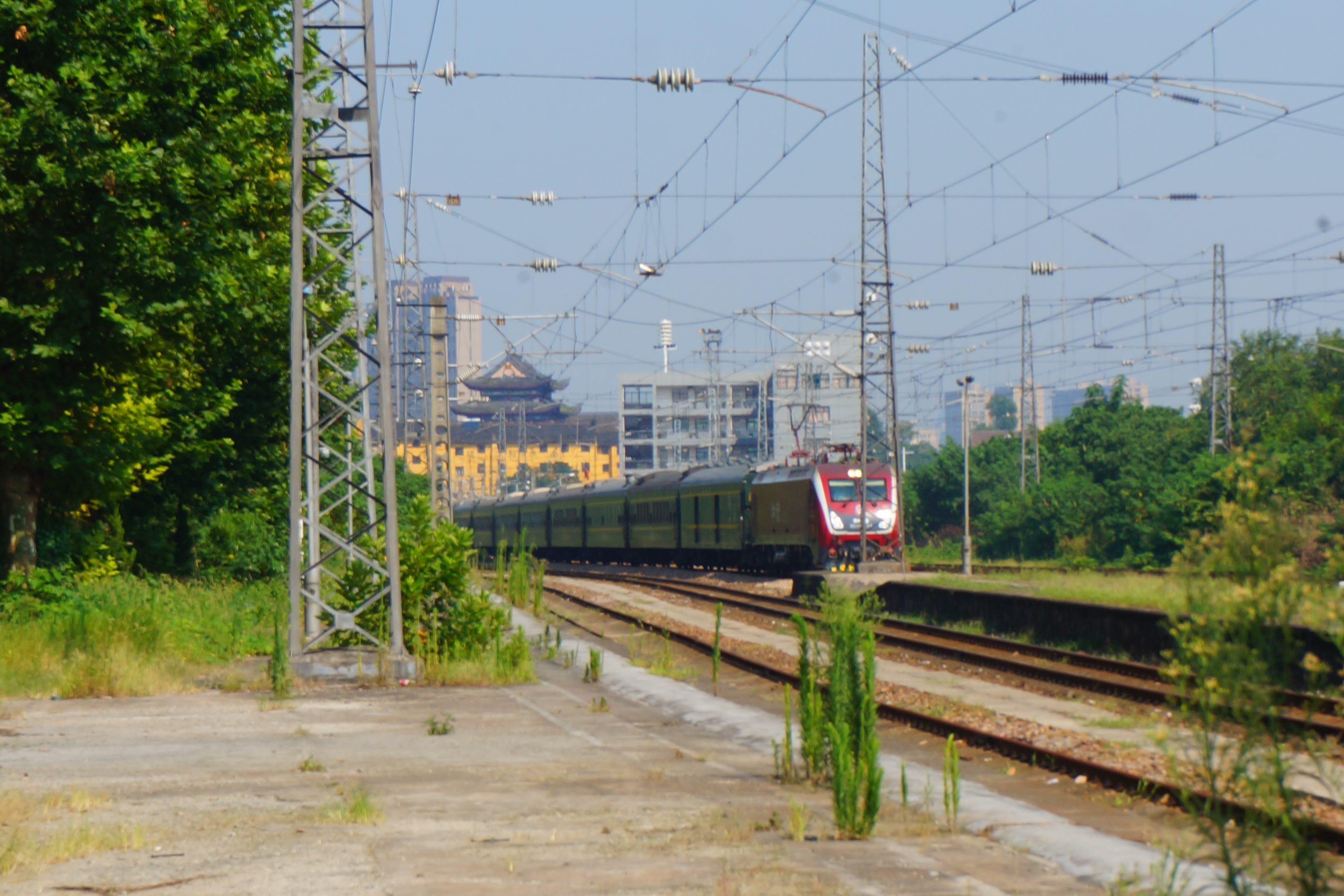
K8371次列车通过
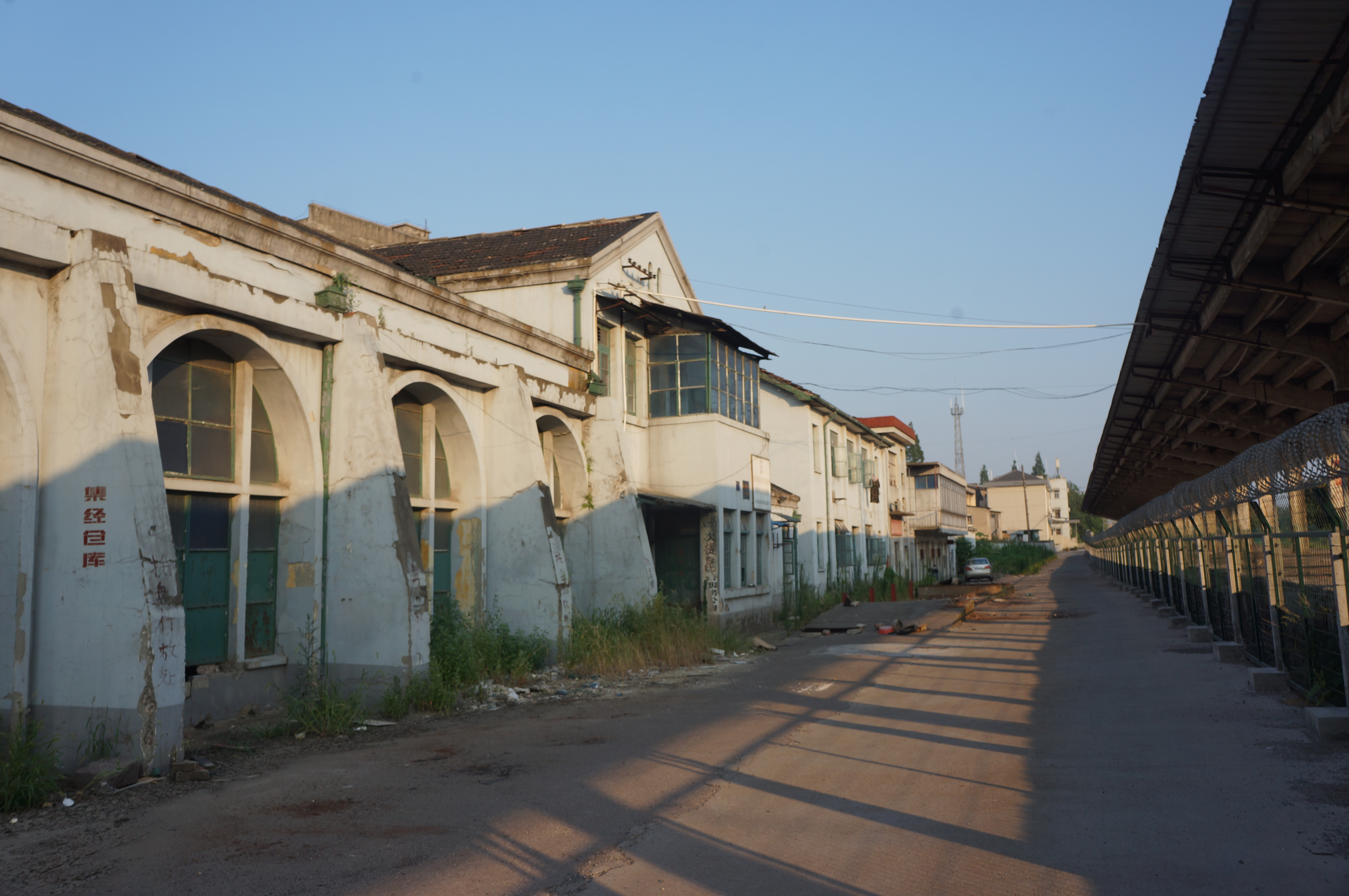
废弃的车站仓库，2020年6月被拆除
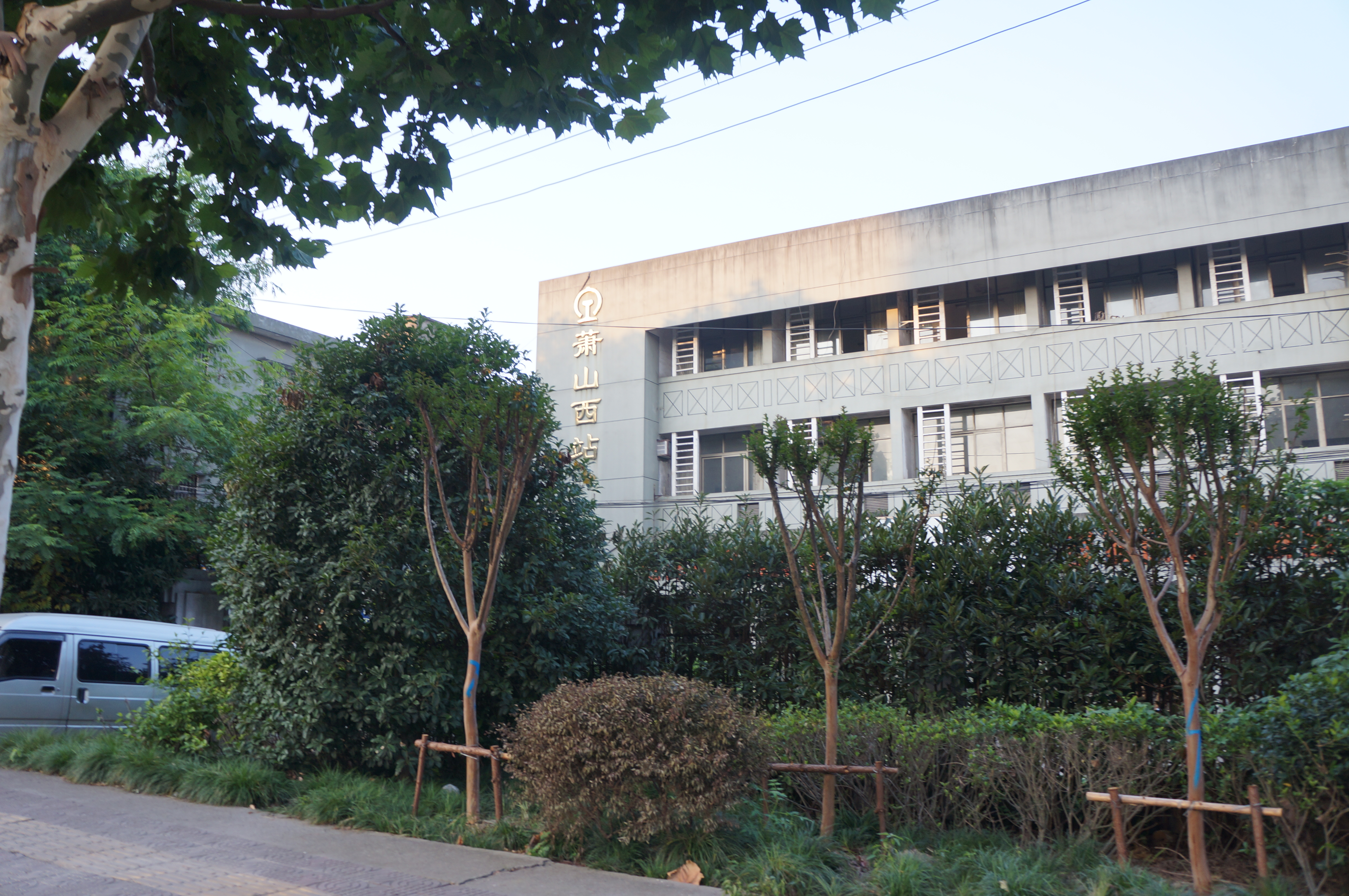
废弃的车站货运中心
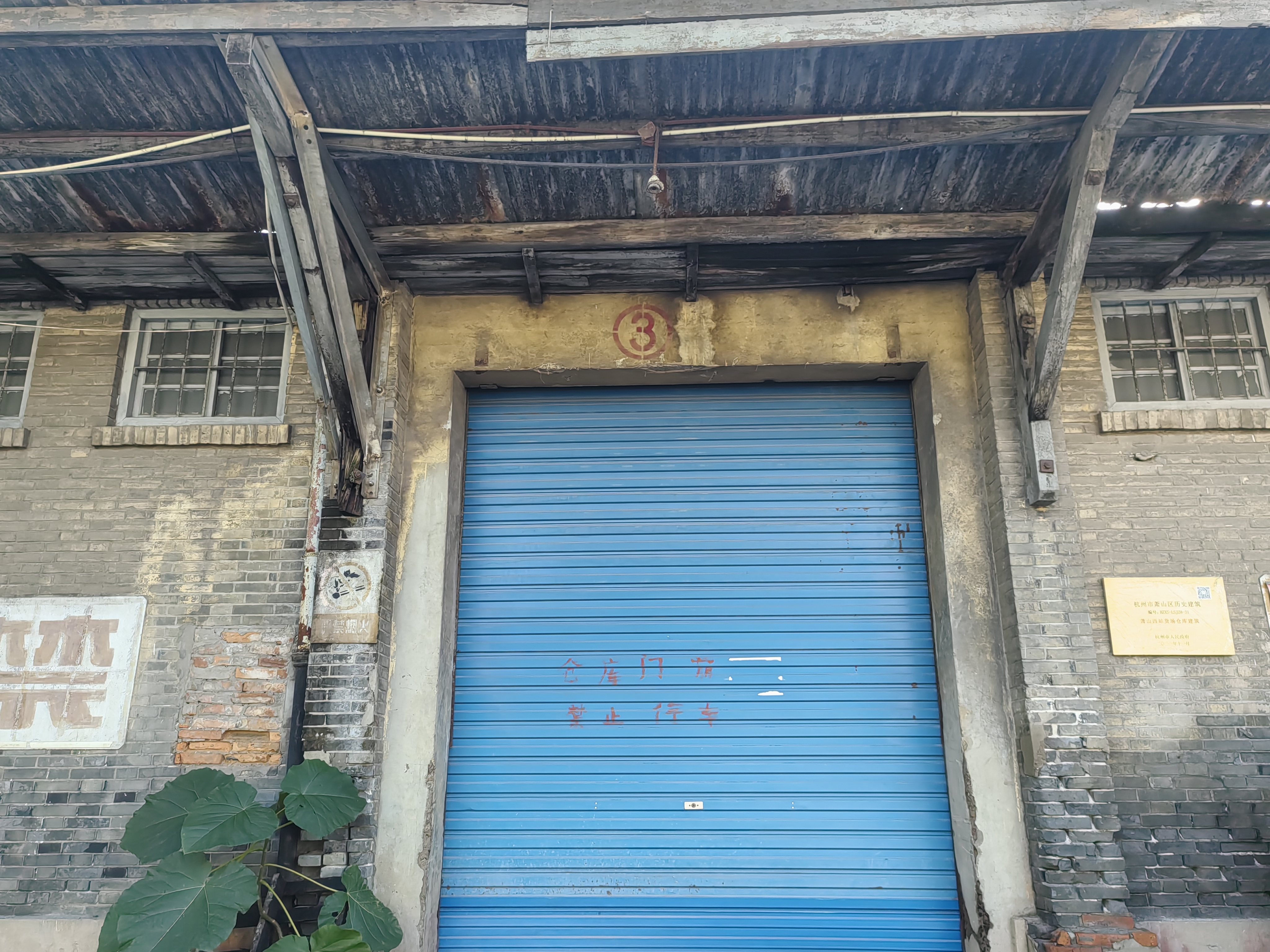
萧山西站货场仓库建筑，為杭州市历史建筑
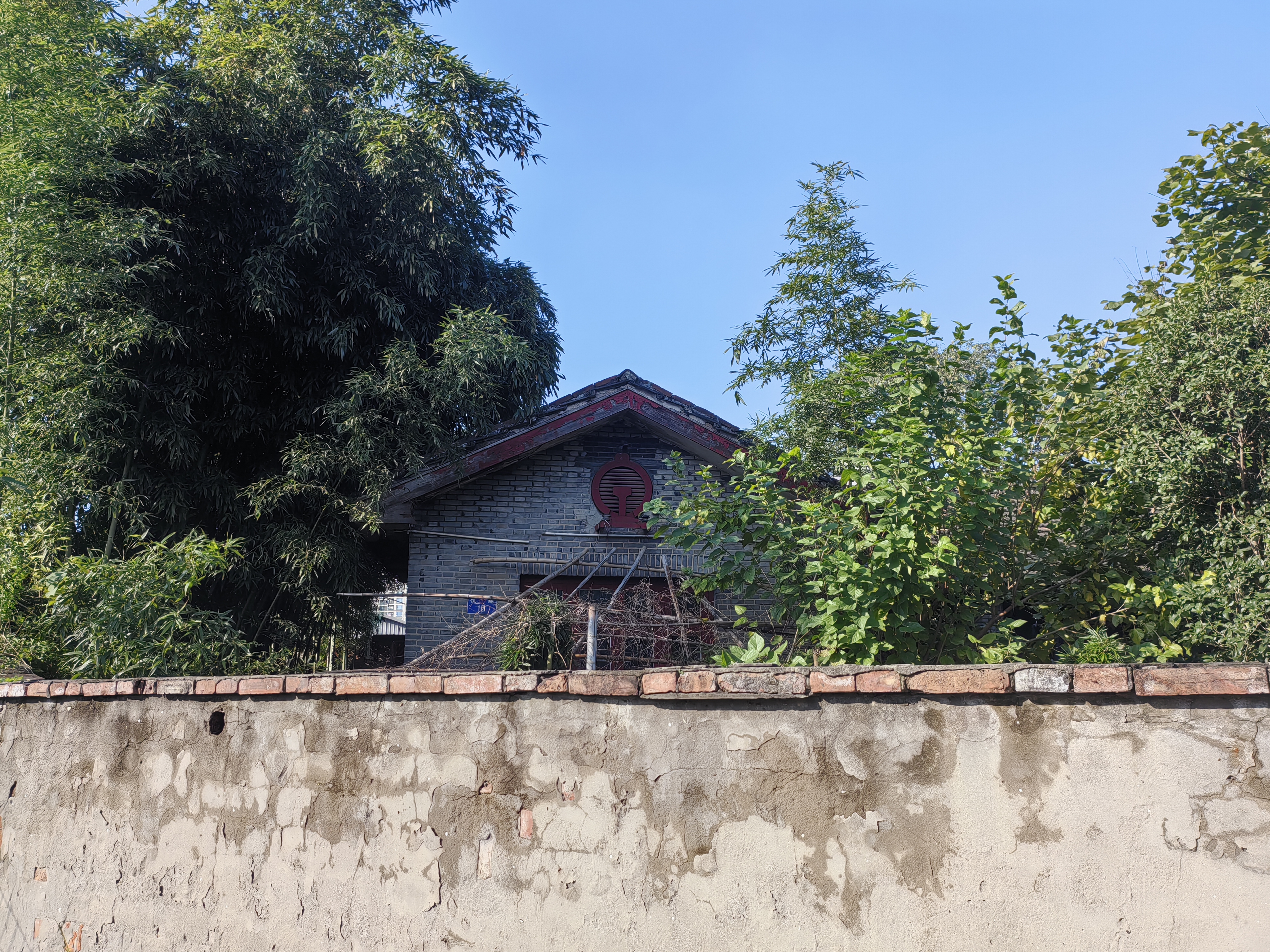
萧山西站铁路房屋建筑群，為杭州市历史建筑
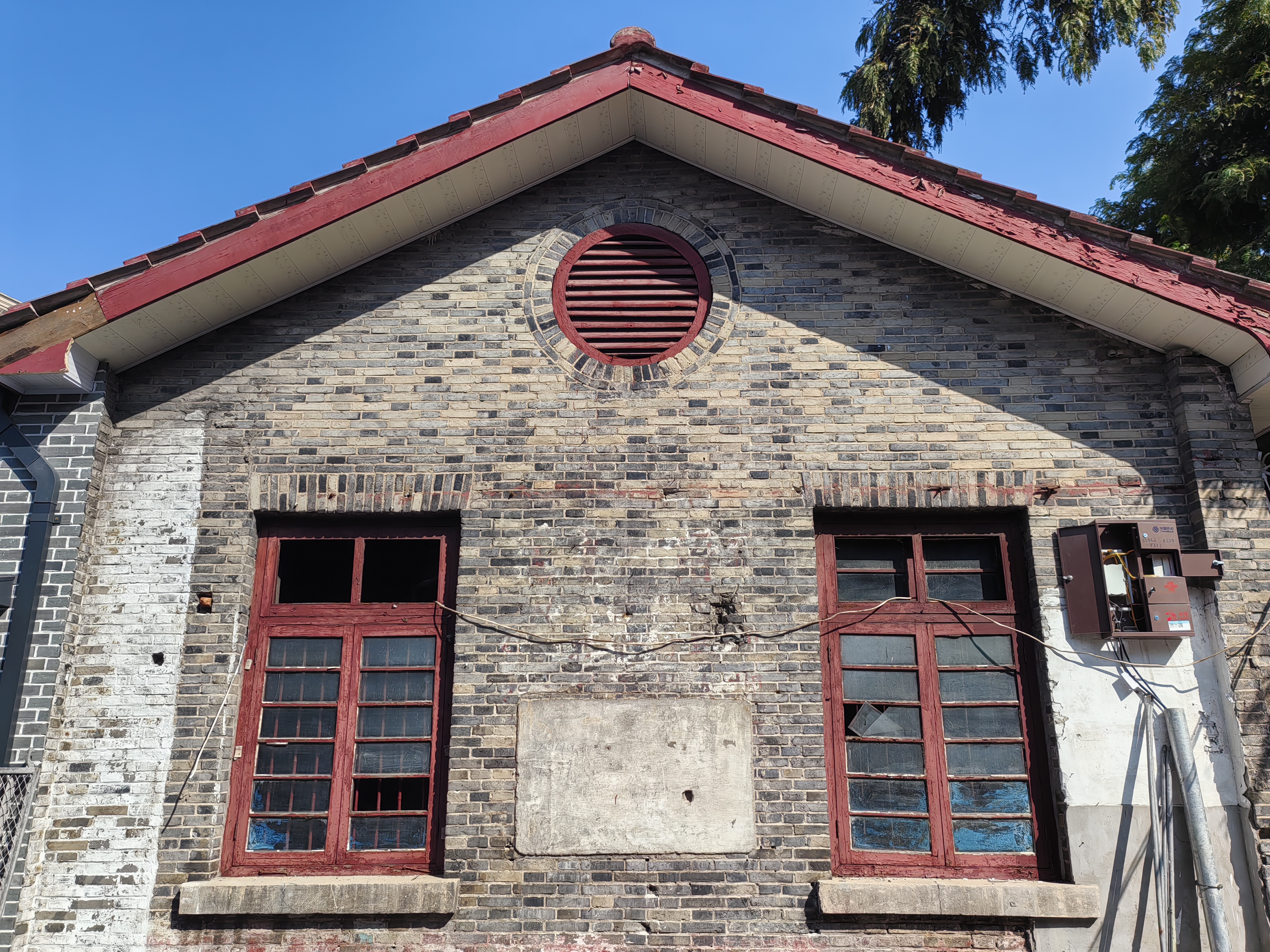
裡橫河鐵路新村建築群原是铁路职工宿舍，為杭州市历史建筑